# Björktjärnen, Norrbotten
Björktjärnen är en sjö i Bodens kommun i Norrbotten och ingår i Luleälvens huvudavrinningsområde. Sjön har en area på 0,0629 kvadratkilometer och ligger 61,7 meter över havet.

## Delavrinningsområde
Björktjärnen ingår i det delavrinningsområde (734951-172837) som SMHI kallar för Ovan VDRID = Bodträskån i Luleälvens vattendragsy*. Medelhöjden är 86 meter över havet och ytan är 66,51 kvadratkilometer. Räknas de 1149 avrinningsområdena uppströms in blir den ackumulerade arean 22 073,62 kvadratkilometer. Avrinningsområdets utflöde Luleälven (Stora Luleälven) mynnar i havet. Avrinningsområdet består mestadels av skog (72 procent). Avrinningsområdet har 7,07 kvadratkilometer vattenytor vilket ger det en sjöprocent på 10,6 procent. Bebyggelsen i området täcker en yta av 0,57 kvadratkilometer eller 1 procent av avrinningsområdet.